# WRS
Андрей-Ионуц Урсу (рум. Andrei-Ionuț Ursu; род. 16 января 1993), профессионально известный как WRS — румынский танцор, певец и автор песен. До начала своей карьеры артиста работал танцором у таких известных артистов, как Инна, Антониа Якобеску и Carla’s Dreams, а также участвовал в таких шоу Pro TV, как Vocea României и Românii au talent. В январе 2020 года подписал контракт с Global Records и основал электро-поп-музыкальный проект под сценическим псевдонимом WRS.

## Биография
Андрей-Ионуц Урсу родился 16 января 1993 года в Бузэу, Румыния. Он начал танцевать в возрасте 12 лет, потому что его поощряли его родители, танцоры народной музыки.
В 2015 году начал свою музыкальную карьеру в мальчишеской группе «Shot». Через два года покинул проект, переехал в Лондон и начал сочинять музыку.
WRS дебютировал в январе 2020 года с песней «Why».
В феврале 2022 года WRS выпустил сингл «Llámame», с которым он представил Румынию на конкурсе «Евровидение-2022» и занял итоговое 18 место. 
В июле 2022 года совместно с греческой певицей Andromachi, представлявшей Кипр на Евровидении-2022, выпустил песню If You Were Alone / Sta matia sou.